# Жінка-мушкетер
Жінка-мушкетер — американський пригодницький історичний телефільм 2004 року.

## Синопсис
Дія фільму розгортається через 30 років після знаменитих пригод Д’артаньяна, Атоса, Портоса та Араміса, в часи, коли у Франції володарює кардинал Мазаріні. Вірні друзі здійснюють нові подвиги. У великих справах мушкетерам допомагають їх діти. Вони подорослішали й не поступаються батькам в спритності та силі. Франція, 1660 рік. Держава й церква ведуть боротьбу за владу, кардинал і король мають свої особисті армії - гвардійців і мушкетерів. Сили рівні, але серед королівських мушкетерів є один, не схожий на інших. Валентина Д'Артаньян така-ж гарна, — і її мати, а шпагою володіє не гірше від батька. Крім того, їй завжди готові допомогти ще три хоробрі бійці - здібні сини мушкетерів, що боролися пліч-о-пліч із батьком Валентини...

## У ролях
- Крістіна Крепела — Марія Терезія Іспанська
- Фредді Сайерс — Людовик XIV
- Клемденс Бертон-Гілл — Марі Манчіні
- Жерар Депардьє — кардинал Мазаріні
- Маркус Жан Піре — Віллерой
- Настасья Кінскі — леді Болтон
- Костянтин Григорій — Планше
- Майкл Йорк — Жак Д'Артаньян (Йорк зіграв Д'Артаньяна у трьох попередніх фільмах: «Три мушкетери», «Чотири мушкетери» і «Повернення мушкетерів»).
- Сьюзі Емі — Валентина Д'Артаньян
- Джон Ріс-Девіс — Портос
- Андре Муссельман, — Антуан Портос
- Крістофер Казенове — Атос
- Каспер Зафер — Гастон Атос
- Аллан Кордунер — Араміс
- Ніко Нікотера — Етьєн Араміс
- Зринка Цвитешич — Єлена
- Нік Брімбл — генерал